# Новая Кисловка
Новая Кисловка — деревня в Суражском районе Брянской области России. Входит в состав Кулажского сельского поселения.

## География
Деревня находится в северо-западной части Брянской области, в зоне хвойно-широколиственных лесов, в пределах части Приднепровской низменности, к востоку от автодороги 15К-1304, на расстоянии примерно 3 километров (по прямой) к юго-востоку от города Суража, административного центра района. Абсолютная высота — 159 метров над уровнем моря.

### Климат
Климат характеризуется как умеренно континентальный с достаточным увлажнением, тёплым летом и умеренно холодной зимой. Среднегодовая многолетняя температура воздуха составляет 5,4 °С. Средняя температура воздуха самого тёплого месяца (июля) — 18,1 °C (абсолютный максимум — 37 °C); самого холодного (января) — −8 — −7,5 °C (абсолютный минимум — −37 °C). Период активной вегетации растений (с температурой выше 10°С) составляет 144 дня. Среднегодовое количество атмосферных осадков составляет 554 мм, из которых большая часть (285 мм) выпадает в тёплый период. Снежный покров держится в течение 120—130 дней.

### Часовой пояс
Деревня Новая Кисловка, как и вся Брянская область, находится в часовой зоне МСК (московское время). Смещение применяемого времени относительно UTC составляет +3:00.

## История
С 1861 по 1924 в Ляличской волости Суражского уезда;
с 1921 в Суражской волости Клинцовского уезда
с 1929 Суражском районе.
До 1992 в Старокисловском сельсовете,
в 1992—2005 в Каменском сельсовете.
В середине XX века — одноимённый колхоз.

## Население
| 2010 | 2013 |
| ---- | ---- |
| 9    | →9   |

### Национальный состав
110 человек (1926), в национальной структуре населения русские составляли 100 % из 7 человек (2002).

## Достопримечательности
Святой Источник «Серебряный ключ»